# Distribuidor El Ciempiés
El Distribuidor El Ciempiés o simplemente Distribuidor Ciempiés es el nombre que recibe un distribuidor vial en el área metropolitana de Caracas, al centro norte del país sudamericano de Venezuela.

## Descripción
Se trata de un distribuidor vial inaugurado el 23 de julio de 1972 que permite el empalme de dos de las vías más importantes de la capital venezolana, la Autopista Francisco Fajardo y la Autopista de Prados del Este, y es atravesado por la Avenida Andrés Galarraga. Facilita la comunicación entre los municipios Chacao y Baruta ambos al noroeste del Estado Miranda.
Esta adyacente a la Urbanización Las Mercedes, la Urbanización Estado Leal, el Río Guaire, El Centro Ciudad Comercial Tamanaco (CCCT) y la sede de la Electricidad de Caracas de Chacao.
Cerca se localiza además la Base Aérea Generalísimo Francisco de Miranda, la Universidad Nacional Experimental de la Fuerza Armada, el Centro Banaven (más conocido como Cubo Negro), la Urbanización El Rosal y la Urbanización Lomas de las Mercedes.